# Mistrzostwa Rosji w skokach narciarskich
Mistrzostwa Rosji w skokach narciarskich – zawody wyłaniające najlepszych zawodników uprawiających skoki narciarskie w Rosji.
Od pierwszej edycji zawodów, które odbyły się w 1994 roku rozgrywano konkursy na normalnej i dużej skoczni oraz konkurs drużynowy panów. W 2009 został rozegrany pierwszy konkurs indywidualny kobiet, natomiast w 2020 roku rozegrano pierwsze zawody drużynowe pań. Od 2014 roku są rozgrywane regularnie zawody drużyn mieszanych.
Rozgrywane są również letnie mistrzostwa kraju, podczas których, obok konkursów indywidualnych kobiet i mężczyzn oraz drużynowych mężczyzn, odbywają się też drużynowe zawody mieszane.

## Zimowe mistrzostwa Rosji

### Mężczyźni, skocznia normalna
| Data     | Miejsce         | Złoty medal          | Srebrny medal        | Brązowy medal                        | Uwagi | Źr.           |
| -------- | --------------- | -------------------- | -------------------- | ------------------------------------ | ----- | ------------- |
| 1994     | Niżny Nowogród  | Roman Kierow         | Aleksiej Sołodiankin | Siergiej Michiejew                   | –     | [ 1 ]         |
| 1995     |                 | Michaił Jesin        | Siergiej Michiejew   | Roman Paszkin                        | –     | [ 1 ]         |
| 1996     | Niżny Nowogród  | Michaił Jesin        | Siergiej Michiejew   | Aleksiej Sołodiankin                 | –     | [ 1 ]         |
| 1997     | Niżny Tagił     | Dmitrij Czełowienko  | Artur Chamidulin     | Michaił Jesin                        | –     | [ 1 ]         |
| 1998     | Niżny Tagił     | Roman Kierow         | Aleksandr Wołkow     | Pawieł Cziczerin                     | –     | [ 1 ]         |
| 1999     | Niżny Tagił     | Aleksandr Wołkow     | Dmitrij Wasiljew     | Siergiej Nagowicyn                   | –     | [ 1 ]         |
| 2000     | Niżny Tagił     | Nikołaj Parfionow    | Siergiej Michiejew   | Aleksandr Wołkow                     | –     | [ 1 ]         |
| 2001     | Niżny Tagił     | Dmitrij Wasiljew     | Artur Chamidulin     | Dmitrij Żuczichin                    | –     | [ 1 ] [ 2 ]   |
| 2002     | Niżny Tagił     | Dmitrij Wasiljew     | Ildar Fatkullin      | Dmitrij Ipatow                       | –     | [ 1 ] [ 3 ]   |
| 2003     | Niżny Tagił     | Dmitrij Wasiljew     | Dienis Korniłow      | Siergiej Kożewnikow                  | –     | [ 1 ] [ 4 ]   |
| 2004     | Niżny Tagił     | Ildar Fatkullin      | Maksim Cubina        | Dmitrij Wasiljew                     | –     | [ 5 ] [ 6 ]   |
| 2005     | Mieżdurieczensk | Dmitrij Wasiljew     | Dienis Korniłow      | Dmitrij Ipatow                       | –     | [ 7 ]         |
| 2006     | Niżny Nowogród  | Dmitrij Ipatow       | Dienis Korniłow      | Ildar Fatkullin                      | –     | [ 8 ]         |
| 2007     | Ufa             | Emil Mulukow         | Ildar Fatkullin      | Robiert Fatkullin                    | –     | [ 9 ]         |
| 2008 (1) | Niżny Tagił     | Ilja Roslakow        | Dienis Korniłow      | Jewgienij Plechow                    | –     | [ 10 ] [ 11 ] |
| 2008 (2) | Niżny Tagił     | Ilja Roslakow        | Dienis Korniłow      | Roman Trofimow                       | –     | [ 10 ] [ 12 ] |
| 2009 (1) | Niżny Tagił     | Ilja Roslakow        | Dienis Korniłow      | Dmitrij Wasiljew                     | –     | [ 13 ] [ 14 ] |
| 2009 (2) | Niżny Tagił     | Roman Trofimow       | Ilja Roslakow        | Dienis Korniłow                      | [ a ] | [ 15 ] [ 16 ] |
| 2010     | Mieżdurieczensk | Roman Trofimow       | Stanisław Oszczepkow | Aleksandr Sardyko                    | –     | [ 17 ]        |
| 2011     | Mieżdurieczensk | Ilja Roslakow        | Stanisław Oszczepkow | Aleksiej Bujwołow                    | –     | [ 18 ]        |
| 2012     | Czajkowskij     | Dmitrij Wasiljew     | Ilja Roslakow        | Aleksandr Sardyko                    | –     | [ 19 ] [ 20 ] |
| 2013     | Niżny Tagił     | Ilmir Chazietdinow   | Dmitrij Wasiljew     | Dienis Korniłow                      | –     | [ 21 ] [ 22 ] |
| 2014     | Niżny Tagił     | Michaił Maksimoczkin | Ilmir Chazietdinow   | Anton Kaliniczenko Aleksiej Romaszow | –     | [ 23 ] [ 24 ] |
| 2015     | Czajkowskij     | Dienis Korniłow      | Dmitrij Wasiljew     | Aleksandr Bażenow                    | –     | [ 25 ] [ 26 ] |
| 2016     | Niżny Tagił     | Dienis Korniłow      | Jewgienij Klimow     | Roman Trofimow                       | –     | [ 27 ] [ 28 ] |
| 2017     | Czajkowskij     | Dienis Korniłow      | Ilmir Chazietdinow   | Roman Trofimow                       | –     | [ 29 ] [ 30 ] |
| 2018     | Niżny Tagił     | Dienis Korniłow      | Iwan Łanin           | Zachir Dżafarow                      | –     | [ 31 ] [ 32 ] |
| 2019     | Czajkowskij     | Jewgienij Klimow     | Michaił Maksimoczkin | Roman Trofimow                       | –     | [ 33 ] [ 34 ] |
| 2020     | Niżny Tagił     | Jewgienij Klimow     | Dienis Korniłow      | Dmitrij Wasiljew                     | –     | [ 35 ] [ 36 ] |
| 2021     | Czajkowskij     | Dienis Korniłow      | Danił Sadriejew      | Jewgienij Klimow                     | –     | [ 37 ] [ 38 ] |
| 2022     | Niżny Tagił     | Danił Sadriejew      | Jewgienij Klimow     | Roman Trofimow                       | –     | [ 39 ]        |
| 2023     | Czajkowskij     | Jewgienij Klimow     | Danił Sadriejew      | Ilja Mańkow                          | –     | [ 40 ]        |
| 2024     | Niżny Tagił     | Jewgienij Klimow     | Michaił Nazarow      | Danił Sadriejew                      | –     | [ 41 ]        |
| 2025     | Czajkowskij     | Jewgienij Klimow     | Michaił Nazarow      | Danił Sadriejew                      | –     | [ 42 ]        |

### Mężczyźni, skocznia duża
| Data      | Miejsce               | Złoty medal           | Srebrny medal         | Brązowy medal                          | Źr.                         |
| --------- | --------------------- | --------------------- | --------------------- | -------------------------------------- | --------------------------- |
| 1994      | Niżny Nowogród        | Dmitrij Czełowienko   | Michaił Jesin         | Aleksiej Sołodiankin                   | [ 1 ]                       |
| 1995      |                       | Michaił Jesin         | Walerij Kobielew      | Siergiej Michiejew                     | [ 1 ]                       |
| 1996      | Niżny Tagił           | Aleksandr Wołkow      | Michaił Jesin         | Siergiej Michiejew                     | [ 1 ]                       |
| 1997      | Niżny Tagił           | Artur Chamidulin      | Walerij Kobielew      | Stanisław Pochilko                     | [ 1 ]                       |
| 1998      | Niżny Tagił           | Pawieł Cziczerin      | Siergiej Michiejew    | Aleksandr Wołkow                       | [ 1 ]                       |
| 1999      | Niżny Tagił           | Walerij Kobielew      | Dmitrij Żuczichin     | Siergiej Michiejew                     | [ 1 ]                       |
| 2000      | Niżny Tagił           | Siergiej Michiejew    | Giennadij Cziżow      | Aleksandr Wołkow                       | [ 1 ]                       |
| 2001      | Niżny Tagił           | Dmitrij Wasiljew      | Aleksandr Biełow      | Ildar Fatkullin                        | [ 1 ] [ 2 ]                 |
| 2002      | Niżny Tagił           | Ilja Roslakow         | Dmitrij Wasiljew      | Piotr Czaadajew                        | [ 1 ] [ 43 ]                |
| 2003      | Niżny Tagił           | Dmitrij Wasiljew      | Dienis Korniłow       | Siergiej Kożewnikow Anton Kaliniczenko | [ 1 ] [ 44 ]                |
| 2004      | Niżny Tagił           | Dmitrij Wasiljew      | Ildar Fatkullin       | Dmitrij Ipatow                         | [ 5 ] [ 45 ]                |
| 2005      | Mieżdurieczensk       | Dienis Korniłow       | Dmitrij Ipatow        | Dmitrij Wasiljew                       | [ 7 ]                       |
| 2006      | Niżny Nowogród        | Dienis Korniłow       | Dmitrij Wasiljew      | Dmitrij Ipatow                         | [ 46 ]                      |
| 2007      | Krasnojarsk           | Robiert Fatkullin     | Stanisław Oszczepkow  | Jewgienij Plechow                      | [ 47 ]                      |
| 2008–2009 | Zawodów nie rozegrano | Zawodów nie rozegrano | Zawodów nie rozegrano | Zawodów nie rozegrano                  | Zawodów nie rozegrano       |
| 2010      | Mieżdurieczensk       | Roman Trofimow        | Gieorgij Czerwiakow   | Dmitrij Ipatow                         | [ 17 ]                      |
| 2011      | Mieżdurieczensk       | Ilja Roslakow         | Aleksandr Sardyko     | Dmitrij Wasiljew                       | [ 48 ] [ 49 ] [ 50 ] [ 51 ] |
| 2012      | Czajkowskij           | Dmitrij Wasiljew      | Anton Kaliniczenko    | Aleksandr Sardyko                      | [ 19 ] [ 52 ]               |
| 2013      | Niżny Tagił           | Dienis Korniłow       | Aleksiej Romaszow     | Dmitrij Wasiljew                       | [ 21 ] [ 53 ]               |
| 2014      | Niżny Tagił           | Michaił Maksimoczkin  | Dienis Korniłow       | Ilmir Chazietdinow                     | [ 54 ] [ 55 ]               |
| 2015      | Czajkowskij           | Dmitrij Wasiljew      | Roman Trofimow        | Jewgienij Klimow                       | [ 56 ] [ 57 ]               |
| 2016      | Niżny Tagił           | Dienis Korniłow       | Ilmir Chazietdinow    | Dmitrij Wasiljew                       | [ 58 ] [ 59 ]               |
| 2017      | Czajkowskij           | Jewgienij Klimow      | Maksim Siergiejew     | Dienis Korniłow                        | [ 60 ] [ 61 ]               |
| 2018      | Niżny Tagił           | Dienis Korniłow       | Aleksiej Romaszow     | Dmitrij Wasiljew                       | [ 62 ] [ 63 ]               |
| 2019      | Czajkowskij           | Jewgienij Klimow      | Roman Trofimow        | Michaił Maksimoczkin                   | [ 33 ] [ 64 ]               |
| 2020      | Niżny Tagił           | Jewgienij Klimow      | Dmitrij Wasiljew      | Michaił Purtow                         | [ 35 ] [ 65 ]               |
| 2021      | Czajkowskij           | Michaił Nazarow       | Jewgienij Klimow      | Roman Trofimow                         | [ 66 ] [ 67 ]               |
| 2022      | Niżny Tagił           | Jewgienij Klimow      | Danił Sadriejew       | Michaił Nazarow                        | [ 68 ]                      |
| 2023      | Czajkowskij           | Jewgienij Klimow      | Ilja Mańkow           | Władisław Mustafin                     | [ 69 ]                      |
| 2024      | Niżny Tagił           | Michaił Nazarow       | Danił Sadriejew       | Jewgienij Klimow                       | [ 70 ]                      |
| 2025      | Czajkowskij           | Jewgienij Klimow      | Michaił Nazarow       | Aleksandr Bażenow                      | [ 71 ]                      |

### Mężczyźni, drużynowo
| Data | Miejsce               | Złoty medal                                                                                | Srebrny medal                                                                              | Brązowy medal | Źr.                   |
| ---- | --------------------- | ------------------------------------------------------------------------------------------ | ------------------------------------------------------------------------------------------ | --- | --------------------- |
| 1994 | Niżny Tagił           | Niżny Nowogród Walerij Karietnikow Michaił Koklin Dmitrij Czełowienko Michaił Jesin        | Kraj Permski I. Kułakow Roman Kierow Siergiej Michiejew Roman Paszkin                      | Sankt-Petersburg D. Jeriemienko Ł. Kiemrin Wiktor Kapitonow S. Ignatjew | [ 1 ]                 |
| 1995 |                       | Kraj Permski                                                                               | Niżny Nowogród                                                                             | O. magadański | [ 1 ]                 |
| 1996 | Niżny Tagił           | Kraj Permski J. Popow A. Pietrow Pawieł Cziczerin Siergiej Michiejew                       | Niżny Nowogród Maksim Kuzienny Walerij Karietnikow Michaił Jesin Aleksandr Wołkow          | Baszkortostan Aleksandr Dziwiluk Iwan Iwanow N. Bieznosow Artur Chamidulin | [ 1 ]                 |
| 1997 | Niżny Tagił           | Niżny Nowogród Michaił Koklin Maksim Kuzienny Aleksandr Wołkow Dmitrij Czełowienko         | Kraj Permski Pawieł Cziczerin Roman Paszkin Siergiej Michiejew Roman Kierow                | Baszkortostan Aleksandr Bojko N. Bieznosow Iwan Iwanow Artur Chamidulin | [ 1 ]                 |
| 1998 | Niżny Tagił           | Niżny Nowogród 1 Dmitrij Czełowienko Dmitrij Żuczichin Maksim Kuzienny Aleksandr Wołkow    | Niżny Nowogród–P Giennadij Cziżow Siergiej Kożewnikow D. Blinow Michaił Jesin              | Leninogorsk A. Koszczejew Nikołaj Pietruszyn Siergiej Nagowicyn Siergiej Iwanow | [ 1 ]                 |
| 1999 | Niżny Nowogród        | Niżny Nowogród Siergiej Kożewnikow Giennadij Cziżow Andriej Barmienkow Dmitrij Żuczichin   | Kraj Permski D. Pjanych Roman Kierow A. Pietrow Siergiej Michiejew                         | Baszkortostan Ildar Fatkullin Iwan Iwanow Dmitrij Wasiljew Artur Chamidulin | [ 1 ]                 |
| 2000 | Niżny Tagił           | Niżny Nowogród Andriej Barmienkow Dmitrij Żuczichin Giennadij Cziżow Aleksandr Wołkow      | Kraj Permski Dmitrij Gomziakow Siergiej Iwanow Nikołaj Parfionow Siergiej Michiejew        | Baszkortostan Aleksandr Biełow Aleksandr Dziwiluk Artur Chamidulin Ildar Fatkullin | [ 1 ]                 |
| 2001 | Mieżdurieczensk       | Baszkortostan Aleksandr Bojko Artur Chamidulin Aleksandr Biełow Ildar Fatkullin            | O. permski Aleksandr Iwanow Piotr Dienisowski Roman Kierow Aleksiej Postnikow              | Niżny Nowogród Siergiej Kożewnikow Andriej Barmienkow Maksim Kuzienny Aleksandr Wołkow | [ 1 ]                 |
| 2002 | Krasnojarsk           | Baszkortostan Ramil Abrarow Dmitrij Wasiljew Ildar Fatkullin Aleksandr Biełow              | Niżny Nowogród Siergiej Kożewnikow Andriej Barmienkow Dmitrij Żuczichin Aleksandr Wołkow   | Moskwa Maksim Osipow Jewgienij Plechow Piotr Czaadajew Aleksiej Siłajew | [ 1 ]                 |
| 2003 | Niżny Tagił           | Niżny Nowogród Dmitrij Żuczichin Andriej Barmienkow Siergiej Kożewnikow Dienis Korniłow    | Baszkortostan Dmitrij Pusienkow Emil Mulukow Razil Chazietdinow Dmitrij Wasiljew           | O. permski Piotr Dienisowski Roman Afinogienow Siergiej Iwanow Stiepan Gradobojew | [ 1 ]                 |
| 2004 |                       |                                                                                            |                                                                                            | |                       |
| 2005 | Mieżdurieczensk       | Niżny Nowogród Dienis Korniłow Andriej Barmienkow Jegor Anoszkin Siergiej Rodionow         | Baszkortostan Ildar Fatkullin Dmitrij Pusienkow Emil Mulukow Dmitrij Wasiljew              | Moskwa Aleksiej Siłajew Jewgienij Plechow Konstantin Woronin Ilja Roslakow | [ 7 ] [ 72 ]          |
| 2006 | Niżny Nowogród        | Baszkortostan 1 Robiert Fatkullin Emil Mulukow Ildar Fatkullin Dmitrij Wasiljew            | Niżny Nowogród Siergiej Kożewnikow Andriej Barmienkow Dmitrij Żuczichin Dienis Korniłow    | Moskwa Aleksiej Siłajew Jewgienij Plechow Walerij Kobielew Ilja Roslakow | [ 73 ]                |
| 2007 | Krasnojarsk           | Moskwa Aleksiej Siłajew Stanisław Oszczepkow Jewgienij Plechow Ilja Roslakow               | Baszkortostan Dienis Wylegżanin Robiert Fatkullin Emil Mulukow Ildar Fatkulin              | Niżny Nowogród Jegor Anoszkin Andriej Barmienkow Siergiej Kożewnikow Aleksiej Wostriecow | [ 47 ] [ 74 ]         |
| 2008 | Niżny Tagił           | Moskwa 1 Roman Trofimow Stanisław Oszczepkow Jewgienij Plechow Ilja Roslakow               | Baszkortostan 1 Robiert Fatkullin Emil Mulukow Ildar Fatkullin Dmitrij Wasiljew            | Niżny Nowogród 1 Jegor Anoszkin Siergiej Kożewnikow Aleksiej Bujwołow Dienis Korniłow | [ 75 ]                |
| 2009 | Niżny Tagił           | Moskwa 1 Stanisław Oszczepkow Piotr Czaadajew Roman Trofimow Ilja Roslakow                 | Niżny Nowogród 1 Iwan Sawwatiejew Aleksiej Wostriecow Siergiej Kożewnikow Dienis Korniłow  | Baszkortostan 1 Ramil Zarifullin Ilmir Chazietdinow Emil Mulukow Dmitrij Wasiljew | [ 76 ]                |
| 2010 | Mieżdurieczensk       | Moskwa 1 Ilja Roslakow Anton Kaliniczenko Gieorgij Czerwiakow Roman Trofimow               | Niżny Nowogród 1 Aleksiej Wostriecow Dmitrij Sporynin Aleksiej Bujwołow Aleksandr Sardyko  | Moskwa 2 Pawieł Jeriemiejewski Stanisław Oszczepkow Jegor Usaczow Siergiej Byczkow Baszkortostan Witalij Woina Ramil Zarifullin Ilmir Chazietdinow Emil Mulukow Niżny Nowogród 2 Iwan Łanin Michaił Maksimoczkin Aleksandr Szuwałow Siergiej Kożewnikow | [ 77 ]                |
| 2011 | Mieżdurieczensk       | Moskwa 1 Roman Trofimow Anton Kaliniczenko Stanisław Oszczepkow Ilja Roslakow              | Niżny Nowogród 1 Dmitrij Sporynin Michaił Maksimoczkin Aleksiej Bujwołow Aleksandr Sardyko | Moskwa 2 Gieorgij Czerwiakow Piotr Czaadajew Siergiej Byczkow Andriej Paczin | [ 78 ] [ 79 ] [ 80 ]  |
| 2012 | Czajkowskij           | Baszkortostan 1 Witalij Woina Grigorij Leontjew Ilmir Chazietdinow Dmitrij Wasiljew        | Moskwa 1 Stanisław Oszczepkow Piotr Czaadajew Ilja Roslakow Roman Trofimow                 | Niżny Nowogród 1 Aleksandr Szuwałow Dmitrij Sporynin Aleksiej Bujwołow Aleksandr Sardyko | [ 81 ] [ 82 ]         |
| 2013 | Niżny Tagił           | Niżny Nowogród 1 Michaił Maksimoczkin Aleksandr Szuwałow Aleksandr Sardyko Dienis Korniłow | Baszkortostan 1 Witalij Woina Grigorij Leontjew Ilmir Chazietdinow Dmitrij Wasiljew        | Kraj Permski 1 Jegor Usaczow Aleksiej Kamynin Gieorgij Czerwiakow Artiom Utiew | [ 83 ] [ 84 ]         |
| 2014 | Niżny Tagił           | Niżny Nowogród 1 Aleksandr Sardyko Aleksandr Szuwałow Dienis Korniłow Michaił Maksimoczkin | Kraj Permski 1 Jegor Usaczow Siergiej Kulikow Gieorgij Czerwiakow Artiom Utiew             | Petersburg 1 Erkin Ałłamuratow Władisław Piersijancew Władisław Bojarincew Aleksiej Romaszow | [ 85 ] [ 86 ]         |
| 2015 | Czajkowskij           | Niżny Nowogród 1 Dienis Korniłow Andriej Paczin Roman Trofimow Michaił Maksimoczkin        | Moskwa Nikołaj Matawin Artur Sułtangułow Ilmir Chazietdinow Dmitrij Wasiljew               | Petersburg Władisław Piersijancew Siergiej Pyżow Aleksiej Romaszow Władisław Bojarincew | [ 87 ] [ 88 ]         |
| 2016 | Niżny Tagił           | Niżny Nowogród 1 Michaił Maksimoczkin Aleksandr Sardyko Roman Trofimow Dienis Korniłow     | Moskwa 1 Jewgienij Klimow Artur Sułtangułow Ilmir Chazietdinow Dmitrij Wasiljew            | Kraj Permski Aleksiej Kamynin Siergiej Kulikow Jegor Usaczow Artiom Utiew | [ 89 ] [ 90 ]         |
| 2017 | Czajkowskij           | Niżny Nowogród 1 Michaił Maksimoczkin Iwan Łanin Roman Trofimow Dienis Korniłow            | Moskwa 1 Nikołaj Matawin Ilmir Chazietdinow Dmitrij Wasiljew Jewgienij Klimow              | Petersburg Fiodor Cziżow Aleksandr Marczukow Władisław Bojarincew Aleksiej Romaszow | [ 60 ] [ 91 ]         |
| 2018 | Niżny Tagił           | Niżny Nowogród 1 Iwan Łanin Michaił Maksimoczkin Roman Trofimow Dienis Korniłow            | Moskwa 1 Nikołaj Matawin Ilmir Chazietdinow Jewgienij Klimow Dmitrij Wasiljew              | Tatarstan Danił Sadriejew Maksim Siergiejew Artiom Riedżepow Aleksandr Łoginow | [ 62 ] [ 92 ]         |
| 2019 | Czajkowskij           | Moskwa 1 Nikołaj Matawin Michaił Nazarow Ilmir Chazietdinow Dmitrij Wasiljew               | Niżny Nowogród 1 Dienis Korniłow Aleksandr Sardyko Michaił Maksimoczkin Roman Trofimow     | Tatarstan Artiom Riedżepow Aleksandr Łoginow Danił Sadriejew Maksim Siergiejew | [ 93 ] [ 94 ]         |
| 2020 | Zawodów nie rozegrano | Zawodów nie rozegrano                                                                      | Zawodów nie rozegrano                                                                      | Zawodów nie rozegrano | Zawodów nie rozegrano |
| 2021 | Czajkowskij           | Niżny Nowogród 1 Michaił Maksimoczkin Kiriłł Kotik Dienis Korniłow Roman Trofimow          | Moskwa Nikołaj Matawin Ilmir Chazietdinow Jewgienij Klimow Michaił Nazarow                 | O. swierdłowski Wadim Szyszkin Michaił Purtow Dmitrij Chodykin Ilja Mańkow | [ 66 ] [ 95 ]         |
| 2022 | Niżny Tagił           | O. swierdłowski 1 Wadim Szyszkin Michaił Purtow Ilja Mańkow Dmitrij Chodykin               | Niżny Nowogród Aleksandr Sardyko Kiriłł Kotik Michaił Maksimoczkin Roman Trofimow          | Sachalin Artiom Miasnikow Nikita Łoboda Maksim Kołobow Aleksandr Bażenow | [ 96 ]                |
| 2023 | Czajkowskij           | Niżny Nowogród Kiriłł Kotik Zachir Dżafarow Roman Trofimow Dienis Korniłow                 | Moskwa Aleksandr Popow Jakow Bierlizow Michaił Nazarow Jewgienij Klimow                    | O. swierdłowski Wadim Szyszkin Dmitrij Zykow Michaił Purtow Ilja Mańkow | [ 97 ]                |
| 2024 | Niżny Tagił           | Sachalin 1 Dienis Gon Nikita Łoboda Maksim Kołobow Aleksandr Bażenow                       | Niżny Nowogród Zachir Dżafarow Roman Trofimow Kiriłł Kotik Dienis Korniłow                 | Moskwa Pawieł Jeriemiejewski Michaił Maksimoczkin Michaił Nazarow Jewgienij Klimow | [ 98 ]                |
| 2025 | Czajkowskij           | Moskwa Jakow Berlizow Michaił Maksimoczkin Michaił Nazarow Jewgienij Klimow                | O. sachaliński Artiom Miasnikow Nikita Łoboda Maksim Kołobow Aleksandr Bażenow             | O. niżnonowogrodzki Kiriłł Kotik Iwan Fiedotow Roman Trofimow Dienis Korniłow | [ 99 ]                |

### Kobiety, indywidualnie
| Data | Miejsce        | Złoty medal           | Srebrny medal          | Brązowy medal         | Źr.             |
| ---- | -------------- | --------------------- | ---------------------- | --------------------- | --------------- |
| 2009 | Chochłowka     | Anastasija Gładyszewa | Irina Taktajewa        | Jewa Otmachowa        | [ 100 ]         |
| 2010 | Niżny Nowogród | Anastasija Gładyszewa | Irina Taktajewa        | Marija Zotowa         | [ 101 ]         |
| 2011 | Perm           | Irina Taktajewa       | Marija Zotowa          | Aleksandra Kustowa    | [ 102 ]         |
| 2012 | Czajkowskij    | Irina Taktajewa       | Anastasija Gładyszewa  | Sofja Tichonowa       | [ 103 ] [ 104 ] |
| 2013 | Niżny Tagił    | Irina Awwakumowa      | Darja Gruszyna         | Anastasija Gładyszewa | [ 21 ] [ 105 ]  |
| 2014 | Niżny Tagił    | Irina Awwakumowa      | Aleksandra Kustowa     | Anastasija Gładyszewa | [ 23 ] [ 106 ]  |
| 2015 | Czajkowskij    | Sofja Tichonowa       | Irina Awwakumowa       | Anastasija Gładyszewa | [ 25 ] [ 107 ]  |
| 2016 | Niżny Tagił    | Irina Awwakumowa      | Aleksandra Kustowa     | Sofja Tichonowa       | [ 27 ] [ 108 ]  |
| 2017 | Czajkowskij    | Ksienija Kabłukowa    | Aleksandra Kustowa     | Sofja Tichonowa       | [ 29 ] [ 109 ]  |
| 2018 | Niżny Tagił    | Irina Awwakumowa      | Anastasija Barannikowa | Aleksandra Barancewa  | [ 31 ] [ 110 ]  |
| 2019 | Czajkowskij    | Irina Awwakumowa      | Sofja Tichonowa        | Lidija Jakowlewa      | [ 93 ] [ 111 ]  |
| 2020 | Niżny Tagił    | Lidija Jakowlewa      | Anna Szpyniowa         | Sofja Tichonowa       | [ 35 ] [ 112 ]  |
| 2022 | Niżny Tagił    | Aleksandra Kustowa    | Anna Szpyniowa         | Irina Awwakumowa      | [ 113 ]         |

### Kobiety, skocznia normalna
| Data | Miejsce     | Złoty medal         | Srebrny medal       | Brązowy medal       | Źr.            |
| ---- | ----------- | ------------------- | ------------------- | ------------------- | -------------- |
| 2021 | Czajkowskij | Irina Awwakumowa    | Sofja Tichonowa     | Irma Machinia       | [ 37 ] [ 114 ] |
| 2023 | Czajkowskij | Aleksandra Kustowa  | Kristina Prokopjewa | Irina Awwakumowa    | [ 115 ]        |
| 2024 | Niżny Tagił | Adielina Ibragimowa | Kristina Prokopjewa | Aleksandra Kustowa  | [ 116 ]        |
| 2025 | Czajkowskij | Kristina Kruczinina | Walerija Rimdionok  | Kristina Prokopjewa | [ 117 ]        |

### Kobiety, skocznia duża
| Data | Miejsce     | Złoty medal         | Srebrny medal       | Brązowy medal       | Źr.            |
| ---- | ----------- | ------------------- | ------------------- | ------------------- | -------------- |
| 2021 | Czajkowskij | Irina Awwakumowa    | Irma Machinia       | Ksienija Kabłukowa  | [ 66 ] [ 118 ] |
| 2023 | Czajkowskij | Aleksandra Kustowa  | Irina Awwakumowa    | Kristina Prokopjewa | [ 119 ]        |
| 2024 | Niżny Tagił | Aleksandra Kustowa  | Kristina Kruczinina | Walerija Rimdionok  | [ 120 ]        |
| 2025 | Czajkowskij | Kristina Prokopjewa | Kristina Kruczinina | Walerija Rimdionok  | [ 121 ]        |

### Kobiety, drużynowo
| Data | Miejsce     | Złoty medal                                                                                | Srebrny medal                                                                             | Brązowy medal                                                                                | Źr.            |
| ---- | ----------- | ------------------------------------------------------------------------------------------ | ----------------------------------------------------------------------------------------- | -------------------------------------------------------------------------------------------- | -------------- |
| 2020 | Niżny Tagił | Petersburg 1 Marija Jakowlewa Anna Szpyniowa Sofja Tichonowa Lidija Jakowlewa              | Moskwa Aleksandra Tichonowicz Aleksandra Barancewa Ksienija Kabłukowa Irina Awwakumowa    | O. swierdłowski Jewgienija Sapożnikowa Alina Borodina Ksienija Piskunowa Kristina Prokopjewa | [ 35 ] [ 122 ] |
| 2021 | Czajkowskij | Petersburg Anna Szpyniowa Anastasija Subbotina Marija Jakowlewa Sofja Tichonowa            | Moskwa Ksienija Kabłukowa Aleksija Charitonowa Aleksandra Barancewa Irina Awwakumowa      | O. swierdłowski Walerija Kolasnikowa Ksienija Piskunowa Alina Borodina Kristina Prokopjewa   | [ 66 ] [ 123 ] |
| 2022 | Niżny Tagił | Petersburg Lidija Jakowlewa Marija Jakowlewa Anna Szpyniowa Sofja Tichonowa                | Moskwa Aleksandra Barancewa Alina Borodina Ksienija Kabłukowa Irina Awwakumowa            | O. swierdłowski Walerija Gaj Ksienija Fiediuszyna Ksienija Piskunowa Kristina Prokopjewa     | [ 124 ]        |
| 2023 | Czajkowskij | O. magadański Walerija Kolasnikowa Anna Żukowa Jelizawieta Mochowa Aleksandra Kustowa      | Petersburg Walerija Rimdionok Anna Szpyniowa Lidija Jakowlewa Anastasija Subbotina        | O. Moskwa Aleksandra Barancewa Walerija Gaj Alina Borodina Ksienija Kabłukowa                | [ 125 ]        |
| 2024 | Niżny Tagił | O. magadański Anna Żukowa Jelizawieta Mochowa Walerija Kolasnikowa Aleksandra Kustowa      | Petersburg Tatjana Marczukowa Anastasija Subbotina Kristina Kruczinina Walerija Rimdionok | O. Moskwa Aleksandra Barancewa Walerija Gaj Alina Borodina Ksienija Kabłukowa                | [ 126 ]        |
| 2025 | Czajkowskij | Petersburg Jekatierina Szukszina Tatjana Marczukowa Walerija Rimdionok Kristina Kruczinina | O. magadański Walerija Kolasnikowa Anna Żukowa Jelizawieta Mochowa Aleksandra Kustowa     | Kraj Permski Alina Iwanowa Karina Żurkowa Sofija Rogaliowa Emilija Skorobogatych             | [ 127 ]        |

### Mieszane zawody drużynowe
| Data | Miejsce     | Złoty medal                                                                        | Srebrny medal                                                                            | Brązowy medal                                                                            | Źr.             |
| ---- | ----------- | ---------------------------------------------------------------------------------- | ---------------------------------------------------------------------------------------- | ---------------------------------------------------------------------------------------- | --------------- |
| 2014 | Niżny Tagił | Moskwa Anastasija Wieszczikowa Ildar Walitow Irina Awwakumowa Piotr Czaadajew      | Niżny Nowogród Natalja Sołowjowa Aleksiej Bujwołow Marija Zotowa Michaił Maksimoczkin    | Kraj Permski Lubow Alczikowa Gieorgij Czerwiakow Anastasija Gładyszewa Siergiej Kulikow  | [ 23 ] [ 128 ]  |
| 2015 | Czajkowskij | Petersburg Marija Jakowlewa Aleksiej Romaszow Sofja Tichonowa Władisław Bojarincew | Niżny Nowogród Natalja Sołowjowa Michaił Maksimoczkin Marija Zotowa Dienis Korniłow      | Kraj Permski I Głafira Noskowa Artiom Utiew Anastasija Gładyszewa Jegor Usaczow          | [ 129 ] [ 130 ] |
| 2016 | Niżny Tagił | Petersburg Marija Jakowlewa Aleksiej Romaszow Sofja Tichonowa Władisław Bojarincew | M. Moskwa Darja Stiepanowa Wiktor Markin Irina Awwakumowa Michaił Nazarow                | Moskwa Anna Żukowa Ilmir Chazietdinow Aleksandra Kustowa Jewgienij Klimow                | [ 58 ] [ 131 ]  |
| 2017 | Czajkowskij | Moskwa Aleksandra Barancewa Ilmir Chazietdinow Aleksandra Kustowa Dmitrij Wasiljew | Petersburg Lidija Jakowlewa Władisław Bojarincew Sofja Tichonowa Aleksiej Romaszow       | Kraj Permski Anastasija Barannikowa Władisław Skacziłow Ksienija Kabłukowa Jegor Usaczow | [ 29 ] [ 132 ]  |
| 2018 | Niżny Tagił | Moskwa Aleksandra Kustowa Nikołaj Matawin Aleksandra Barancewa Jewgienij Klimow    | Petersburg Lidija Jakowlewa Władisław Bojarincew Sofja Tichonowa Aleksiej Romaszow       | Kraj Permski Anastasija Barannikowa Jegor Usaczow Ksienija Kabłukowa Władisław Skacziłow | [ 31 ] [ 133 ]  |
| 2019 | Czajkowskij | Moskwa Irina Awwakumowa Michaił Nazarow Aleksandra Kustowa Ilmir Chazietdinow      | Petersburg Lidija Jakowlewa Aleksandr Marczukow Sofja Tichonowa Władisław Bojarincew     | Kraj Permski Głafira Noskowa Władisław Mustafin Ksienija Kabłukowa Jegor Usaczow         | [ 93 ] [ 134 ]  |
| 2020 | Niżny Tagił | Moskwa 1 Ksienija Kabłukowa Dmitrij Wasiljew Irina Awwakumowa Jewgienij Klimow     | Petersburg 1 Anna Szpyniowa Władisław Bojarincew Lidija Jakowlewa Daniił Szczogolew      | O. swierdłowski Alina Borodina Wadim Szyszkin Kristina Prokopjewa Ilja Mańkow            | [ 35 ] [ 135 ]  |
| 2021 | Czajkowskij | Moskwa Ksienija Kabłukowa Ilmir Chazietdinow Irina Awwakumowa Jewgienij Klimow     | Petersburg Marija Jakowlewa Fiodor Cziżow Sofja Tichonowa Aleksandr Marczukow            | O. swierdłowski Alina Borodina Michaił Purtow Kristina Prokopjewa Wadim Szyszkin         | [ 66 ] [ 136 ]  |
| 2022 | Niżny Tagił | Petersburg 1 Sofja Tichonowa Daniił Szczogolew Anna Szpyniowa Władisław Bojarincew | O. swierdłowski 1 Ksienija Piskunowa Ilja Mańkow Kristina Prokopjewa Dmitrij Chodykin    | Moskwa 1 Ksienija Kabłukowa Ilmir Chazietdinow Irina Awwakumowa Nikołaj Matawin          | [ 137 ]         |
| 2023 | Czajkowskij | O. swierdłowski Ksienija Piskunowa Michaił Purtow Kristina Prokopjewa Ilja Mańkow  | Moskwa Kristina Gilowa Michaił Nazarow Darina Żadukowa Jewgienij Klimow                  | Petersburg 1 Anna Szpyniowa Iwan Kozłow Anastasija Subbotina Daniił Szczogolew           | [ 138 ]         |
| 2024 | Niżny Tagił | Moskwa 1 Darina Żadukowa Michaił Nazarow Lidija Jakowlewa Jewgienij Klimow         | O. Moskwa 1 Aleksandra Barancewa Konstantin Nikołajew Ksienija Kabłukowa Maksim Alczikow | O. swierdłowski 1 Ksienija Piskunowa Ilja Mańkow Kristina Prokopjewa Michaił Purtow      | [ 139 ]         |
| 2025 | Czajkowskij | O. swierdłowski Ksienija Piskunowa Michaił Purtow Kristina Prokopjewa Ilja Mańkow  | Moskwa Kristina Gilowa Michaił Nazarow Lidija Jakowlewa Jewgienij Klimow                 | O. Moskwa Aleksandra Barancewa Konstantin Nikołajew Ksienija Kabłukowa Daniła Bukin      | [ 140 ]         |

## Letnie mistrzostwa Rosji

### Mężczyźni, indywidualnie
| Data | Miejsce               | Złoty medal           | Srebrny medal         | Brązowy medal         | Źr.                   |
| ---- | --------------------- | --------------------- | --------------------- | --------------------- | --------------------- |
| 1994 | Niżny Nowogród        | Michaił Jesin         | Dmitrij Czełowienko   | Roman Kierow          | [ 1 ]                 |
| 1995 | Zawodów nie rozegrano | Zawodów nie rozegrano | Zawodów nie rozegrano | Zawodów nie rozegrano | Zawodów nie rozegrano |
| 1996 | Moskwa                | Kachaber Cakadze      | Siergiej Michiejew    | Siergiej Nagowicyn    | [ 1 ]                 |
| 1997 | Moskwa                | Dmitrij Sinicyn       | Roman Kierow          | Dienis Tiszagin       | [ 1 ]                 |
| 1998 |                       | Władimir Łysienin     | Dmitrij Sinicyn       | Roman Paszkin         | [ 1 ]                 |
| 1999 | Moskwa                | Aleksiej Fadiejew     | Dmitrij Sinicyn       | Jurij Iwanow          | [ 1 ]                 |
| 2000 | Moskwa                | Dmitrij Wasiljew      | Aleksiej Fadiejew     | Aleksiej Barannikow   | [ 1 ]                 |
| 2001 | Moskwa                | Maksim Cubina         | Maksim Kuzienny       | Aleksandr Wołkow      | [ 1 ]                 |
| 2002 | Niżny Nowogród        | Dmitrij Wasiljew      | Piotr Dienisowski     | Andriej Barmienkow    | [ 1 ]                 |
| 2003 | Niżny Nowogród        | Dienis Korniłow       | Dmitrij Wasiljew      | Aleksiej Siłajew      | [ 141 ] [ 142 ]       |
| 2004 | Niżny Nowogród        | Dmitrij Ipatow        | Dmitrij Wasiljew      | Ildar Fatkullin       | [ 143 ]               |

### Mężczyźni, skocznia normalna
| Data      | Miejsce               | Złoty medal           | Srebrny medal         | Brązowy medal         | Źr.                   |
| --------- | --------------------- | --------------------- | --------------------- | --------------------- | --------------------- |
| 2005      |                       |                       |                       |                       |                       |
| 2006      | Niżny Nowogród        | Dmitrij Wasiljew      | Pawieł Karielin       | Ildar Fatkullin       | [ 144 ]               |
| 2007–2010 |                       |                       |                       |                       |                       |
| 2011      | Ałmaty                | Aleksandr Sardyko     | Anton Kaliniczenko    | Roman Trofimow        | [ 145 ]               |
| 2012      | Zawodów nie rozegrano | Zawodów nie rozegrano | Zawodów nie rozegrano | Zawodów nie rozegrano | Zawodów nie rozegrano |
| 2013      | Soczi                 | Ilmir Chazietdinow    | Anton Kaliniczenko    | Dmitrij Wasiljew      | [ 146 ] [ 147 ]       |
| 2014      | Soczi                 | Michaił Maksimoczkin  | Władisław Bojarincew  | Anton Kaliniczenko    | [ 148 ]               |
| 2015      | Soczi                 | Władisław Bojarincew  | Aleksandr Bażenow     | Dienis Korniłow       | [ 149 ]               |
| 2016      | Soczi                 | Dmitrij Wasiljew      | Jewgienij Klimow      | Dienis Korniłow       | [ 150 ]               |
| 2017      | Soczi                 | Dienis Korniłow       | Aleksandr Bażenow     | Michaił Nazarow       | [ 151 ]               |
| 2018      | Soczi                 | Jewgienij Klimow      | Michaił Maksimoczkin  | Dmitrij Wasiljew      | [ 152 ]               |
| 2019      | Soczi                 | Roman Trofimow        | Jewgienij Klimow      | Michaił Maksimoczkin  | [ 153 ] [ 154 ]       |
| 2020      | Soczi                 | Aleksandr Bażenow     | Władisław Mustafin    | Ilmir Chazietdinow    | [ 155 ] [ 156 ]       |
| 2021      | Zawodów nie rozegrano | Zawodów nie rozegrano | Zawodów nie rozegrano | Zawodów nie rozegrano | Zawodów nie rozegrano |
| 2022      | Soczi                 | Danił Sadriejew       | Michaił Nazarow       | Konstantin Nikołajew  | [ 157 ]               |
| 2023      | Soczi                 | Jewgienij Klimow      | Ilja Mańkow           | Władisław Mustafin    | [ 158 ]               |
| 2024      | Soczi                 | Jewgienij Klimow      | Danił Sadriejew       | Michaił Nazarow       | [ 159 ]               |

### Mężczyźni, skocznia duża
| Data      | Miejsce               | Złoty medal           | Srebrny medal         | Brązowy medal         | Źr.                   |
| --------- | --------------------- | --------------------- | --------------------- | --------------------- | --------------------- |
| 2005–2010 |                       |                       |                       |                       |                       |
| 2011      | Ałmaty                | Anton Kaliniczenko    | Dienis Korniłow       | Dmitrij Wasiljew      | [ 145 ]               |
| 2012      | Zawodów nie rozegrano | Zawodów nie rozegrano | Zawodów nie rozegrano | Zawodów nie rozegrano | Zawodów nie rozegrano |
| 2013      | Soczi                 | Dmitrij Wasiljew      | Dienis Korniłow       | Ilmir Chazietdinow    | [ 146 ] [ 160 ]       |
| 2014      | Soczi                 | Michaił Maksimoczkin  | Ilmir Chazietdinow    | Aleksandr Sardyko     | [ 161 ]               |
| 2015      | Soczi                 | Dienis Korniłow       | Jewgienij Klimow      | Ilmir Chazietdinow    | [ 162 ]               |
| 2016      | Soczi                 | Dmitrij Wasiljew      | Roman Trofimow        | Aleksandr Bażenow     | [ 163 ]               |
| 2017      | Soczi                 | Dienis Korniłow       | Ilmir Chazietdinow    | Dmitrij Wasiljew      | [ 164 ]               |
| 2018      | Soczi                 | Jewgienij Klimow      | Dmitrij Wasiljew      | Maksim Siergiejew     | [ 165 ] [ 166 ]       |
| 2019      | Soczi                 | Jewgienij Klimow      | Roman Trofimow        | Dienis Korniłow       | [ 167 ] [ 168 ]       |
| 2020      | Soczi                 | Ilmir Chazietdinow    | Witalij Iwanow        | Nikita Łoboda         | [ 169 ] [ 170 ]       |
| 2021      | Soczi                 | Jewgienij Klimow      | Danił Sadriejew       | Michaił Nazarow       | [ 171 ] [ 172 ]       |
| 2022      | Soczi                 | Danił Sadriejew       | Ilja Mańkow           | Michaił Nazarow       | [ 173 ]               |
| 2023      | Soczi                 | Władisław Mustafin    | Danił Sadriejew       | Jewgienij Klimow      | [ 174 ]               |
| 2024      | Soczi                 | Jewgienij Klimow      | Michaił Nazarow       | Aleksandr Bażenow     | [ 175 ]               |

### Mężczyźni, drużynowo
| Data      | Miejsce               | Złoty medal                                                                               | Srebrny medal                                                                          | Brązowy medal                                                                             | Źr.                   |
| --------- | --------------------- | ----------------------------------------------------------------------------------------- | -------------------------------------------------------------------------------------- | ----------------------------------------------------------------------------------------- | --------------------- |
| 2003      | Niżny Nowogród        | Niżny Nowogród                                                                            |                                                                                        |                                                                                           | [ 142 ]               |
| 2004–2005 |                       |                                                                                           |                                                                                        |                                                                                           |                       |
| 2006      | Niżny Nowogród        | Niżny Nowogród                                                                            |                                                                                        |                                                                                           | [ 144 ]               |
| 2007–2011 |                       |                                                                                           |                                                                                        |                                                                                           |                       |
| 2012      | Zawodów nie rozegrano | Zawodów nie rozegrano                                                                     | Zawodów nie rozegrano                                                                  | Zawodów nie rozegrano                                                                     | Zawodów nie rozegrano |
| 2013      | Soczi                 | Niżny Nowogród 1 Aleksiej Bujwołow Michaił Maksimoczkin Aleksandr Sardyko Dienis Korniłow | Baszkortostan 1 Ramil Zarifullin Grigorij Leontjew Ilmir Chazietdinow Dmitrij Wasiljew | Kraj Permski Siergiej Kulikow Gieorgij Czerwiakow Aleksiej Kamynin Artiom Utiew           | [ 146 ] [ 176 ]       |
| 2014      | Soczi                 | Niżny Nowogród 1 Aleksandr Szuwałow Andriej Paczin Roman Trofimow Michaił Maksimoczkin    | Niżny Nowogród 2 Siergiej Szułajew Iwan Łanin Aleksandr Sardyko Dienis Korniłow        | Kraj Permski Siergiej Kulikow Jegor Usaczow Aleksiej Kamynin Gieorgij Czerwiakow          | [ 177 ]               |
| 2015      | Soczi                 | Niżny Nowogród 1 Aleksandr Sardyko Michaił Maksimoczkin Roman Trofimow Dienis Korniłow    | Petersburg 1 Erkin Ałłamuratow Siergiej Pyżow Władisław Bojarincew Aleksiej Romaszow   | O. Moskwa 1 Nikołaj Matawin Artur Sułtangułow Ilmir Chazietdinow Jewgienij Klimow         | [ 178 ]               |
| 2016      | Soczi                 | Niżny Nowogród 1 Roman Trofimow Michaił Maksimoczkin Dienis Korniłow Siergiej Szułajew    | Niżny Nowogród 2 Aleksandr Szuwałow Andriej Paczin Aleksandr Sardyko Iwan Łanin        | Petersburg 1 Władisław Bojarincew Aleksiej Romaszow Jewgienij Stiefanow Erkin Ałłamuratow | [ 179 ]               |
| 2017      | Soczi                 | O. Moskwa/Baszkortostan Nikołaj Matawin Kiriłł Kotik Ilmir Chazietdinow Dmitrij Wasiljew  | Niżny Nowogród 1 Michaił Maksimoczkin Nikita Towkies Roman Trofimow Dienis Korniłow    | Niżny Nowogród 2 Maksim Migaczow Aleksandr Szuwałow Siergiej Szułajew Iwan Łanin          | [ 180 ]               |
| 2018      | Soczi                 | O. Moskwa 1 Michaił Nazarow Ilmir Chazietdinow Dmitrij Wasiljew Jewgienij Klimow          | Niżny Nowogród 1 Dienis Korniłow Roman Trofimow Zachir Dżafarow Michaił Maksimoczkin   | Tatarstan Artiom Riedżepow Aleksandr Łoginow Danił Sadriejew Maksim Siergiejew            | [ 181 ]               |
| 2019      | Soczi                 | O. Moskwa 1 Nikołaj Matawin Ilmir Chazietdinow Michaił Nazarow Jewgienij Klimow           | Niżny Nowogród 1 Iwan Łanin Michaił Maksimoczkin Dienis Korniłow Roman Trofimow        | Sachalin Artiom Miasnikow Maksim Kołobow Nikita Łoboda Aleksandr Bażenow                  | [ 167 ] [ 182 ]       |
| 2020      | Soczi                 | O. Moskwa Konstantin Izwolski Nikołaj Matawin Maksim Alczikow Ilmir Chazietdinow          | Perm Fiodor Nowikow Konstantin Nikołajew Władisław Mustafin Oleg Pawlenko              | Tatarstan Rusłan Achmietszyn Mars Sadriejew Emil Kalimullin Aleksandr Łoginow             | [ 183 ] [ 184 ]       |
| 2021      | Soczi                 | Niżny Nowogród Michaił Maksimoczkin Zachir Dżafarow Kiriłł Kotik Roman Trofimow           | Tatarstan Rusłan Achmietszyn Aleksandr Łoginow Emil Kalimullin Danił Sadriejew         | O. swierdłowski Dmitrij Chodykin Michaił Purtow Wadim Szyszkin Ilja Mańkow                | [ 185 ] [ 186 ]       |
| 2022      | Soczi                 | O. swierdłowski Dmitrij Chodykin Michaił Purtow Ilja Mańkow Wadim Szyszkin                | Niżny Nowogród 1 Michaił Maksimoczkin Aleksandr Sardyko Kiriłł Kotik Roman Trofimow    | Sachalin Artiom Miasnikow Maksim Kołobow Nikita Łoboda Aleksandr Bażenow                  | [ 187 ]               |
| 2023      | Soczi                 | O. swierdłowski 1 Dmitrij Zykow Dmitrij Chodykin Ilja Mańkow Michaił Purtow               | Sachalin Dienis Gon Maksim Kołobow Nikita Łoboda Aleksandr Bażenow                     | Moskwa Aleksandr Popow Michaił Maksimoczkin Michaił Nazarow Jewgienij Klimow              | [ 188 ]               |
| 2024      | Soczi                 | Sachalin 1 Dienis Gon Maksim Kołobow Nikita Łoboda Aleksandr Bażenow                      | O. swierdłowski 1 Ignatij Muchin Wadim Szyszkin Ilja Mańkow Michaił Purtow             | Perm Nikita Chasanow Maksim Raspopow Władisław Mustafin Maksim Alczikow                   | [ 189 ]               |

### Kobiety, indywidualnie
| Data      | Miejsce               | Złoty medal               | Srebrny medal          | Brązowy medal         | Uwagi                 | Źr.                   |
| --------- | --------------------- | ------------------------- | ---------------------- | --------------------- | --------------------- | --------------------- |
| 2004–2009 |                       |                           |                        |                       |                       |                       |
| 2010      | Moskwa                | Irina Taktajewa           | Marija Zotowa          | Sofja Tichonowa       | –                     | [ 190 ]               |
| 2011      |                       |                           |                        |                       |                       |                       |
| 2012      | Zawodów nie rozegrano | Zawodów nie rozegrano     | Zawodów nie rozegrano  | Zawodów nie rozegrano | Zawodów nie rozegrano | Zawodów nie rozegrano |
| 2013      | Soczi                 | Anastasija Gładyszewa (2) | Irina Awwakumowa (3)   | Sofja Tichonowa (6)   | [ b ]                 | [ 146 ] [ 191 ]       |
| 2014      | Soczi                 | Sofja Tichonowa           | Irina Awwakumowa       | Anastasija Gładyszewa | –                     | [ 192 ]               |
| 2015      | Soczi                 | Irina Awwakumowa          | Sofja Tichonowa        | Aleksandra Kustowa    | –                     | [ 193 ]               |
| 2016      | Soczi                 | Irina Awwakumowa          | Anastasija Barannikowa | Sofja Tichonowa       | –                     | [ 194 ]               |
| 2017      | Soczi                 | Irina Awwakumowa          | Anastasija Barannikowa | Lidija Jakowlewa      | –                     | [ 195 ]               |
| 2018      | Soczi                 | Lidija Jakowlewa          | Sofja Tichonowa        | Anna Szpyniowa        | –                     | [ 196 ]               |
| 2019      | Soczi                 | Irina Awwakumowa          | Sofja Tichonowa        | Lidija Jakowlewa      | –                     | [ 153 ] [ 197 ]       |
| 2020      | Soczi                 | Irma Machinia             | Sofja Tichonowa        | Irina Awwakumowa      | –                     | [ 155 ] [ 198 ]       |
| 2021      | Soczi                 | Irina Awwakumowa          | Sofja Tichonowa        | Aleksandra Kustowa    | –                     | [ 199 ] [ 200 ]       |

### Kobiety, skocznia normalna
| Data | Miejsce | Złoty medal         | Srebrny medal      | Brązowy medal       | Źr.     |
| ---- | ------- | ------------------- | ------------------ | ------------------- | ------- |
| 2022 | Soczi   | Aleksandra Kustowa  | Sofja Tichonowa    | Anna Szpyniowa      | [ 201 ] |
| 2023 | Soczi   | Kristina Prokopjewa | Walerija Rimdionok | Aleksandra Kustowa  | [ 202 ] |
| 2024 | Soczi   | Kristina Kruczinina | Aleksandra Kustowa | Kristina Prokopjewa | [ 203 ] |

### Kobiety, skocznia duża
| Data | Miejsce | Złoty medal         | Srebrny medal       | Brązowy medal      | Źr.     |
| ---- | ------- | ------------------- | ------------------- | ------------------ | ------- |
| 2022 | Soczi   | Aleksandra Kustowa  | Sofja Tichonowa     | Anna Szpyniowa     | [ 204 ] |
| 2023 | Soczi   | Kristina Prokopjewa | Aleksandra Kustowa  | Lidija Jakowlewa   | [ 205 ] |
| 2024 | Soczi   | Walerija Rimdionok  | Kristina Kruczinina | Aleksandra Kustowa | [ 206 ] |

### Mieszane zawody drużynowe
| Data | Miejsce | Złoty medal                                                                           | Srebrny medal                                                                              | Brązowy medal                                                                 | Źr.             |
| ---- | ------- | ------------------------------------------------------------------------------------- | ------------------------------------------------------------------------------------------ | ----------------------------------------------------------------------------- | --------------- |
| 2013 | Soczi   | Petersburg Darja Gruszyna Władisław Piersijancew Sofja Tichonowa Władisław Bojarincew | Kraj Permski Marija Aleksandrowa Siergiej Kulikow Anastasija Gładyszewa Aleksiej Kamynin   | Moskwa Anastasija Wieszczikowa Ildar Walitow Irina Awwakumowa Piotr Czaadajew | [ 146 ] [ 207 ] |
| 2014 | Soczi   | Niżny Nowogród Natalja Sołowjowa Dienis Korniłow Marija Zotowa Michaił Maksimoczkin   | Kraj Permski Ksienija Kabłukowa Gieorgij Czerwiakow Anastasija Gładyszewa Aleksiej Kamynin | Moskwa Aleksandra Kustowa Dmitrij Wasiljew Anna Żukowa Ilmir Chazietdinow     | [ 208 ]         |